# Флорент Челіку
Флорент Челіку (алб. Florent Çeliku) (1968–2014) — албанський дипломат. Надзвичайний і повноважний посол Республіки Албанії.

## Життєпис
Закінчив філологічний факультет. Потім він працював в Інституті мовознавства Академії наук в Тирані, а також як лектор на факультеті освіти в університеті Тирани.
У 1992 році закінчив Віденську дипломатичну академію та Інститут зовнішньої служби (Державний департамент США).
До 1992 року він працював в Академії наук, Інститут лінгвістики і лектора UT, факультет філології. Займався науковою діяльністю, в нього була інтенсивна співпраця з престижними науковими установами, культурними організаціями, албанськими і закордонними освітніми закладами, в тому числі Академією наук Албанії, албанськими університетами, інститутами Польщі, Австрії, Франції.
З 1992 року на дипломатичній службі Албанії. Почав роботу консулом в посольстві Албанії у Варшаві. До 2008 року займав посаду заступника міністра закордонних справ, координував членство Албанії в НАТО.
З 2007 року — Надзвичайний і повноважний посол Республіки Албанії в Республіці Польща і за сумісництвом в Республіці Естонія, Латвійській Республіці, Литовській Республіці та України.
4 березня 2008 року — вручив вірчі грамоти Президенту України Віктору Ющенку.
Протягом своєї довгої дипломатичної кар'єри посол Флорент Челіку мав можливість активно брати участь у важливих подіях албанської дипломатії.
Він помер 4 січня 2014 року у віці 45 років від важкої хвороби.

## Нагороди та відзнаки
- Командор ордена За Заслуги (Польща) (посмертно)[7]